# .my
.my je vrhovna internetska domena (country code top-level domain - ccTLD) za Maleziju. Domenom upravlja MYNIC.

## Vanjske poveznice
- IANA .my whois informacija  Arhivirana inačica izvorne stranice od 11. lipnja 2006. (Wayback Machine)